# Mesoleptus comptus
Mesoleptus comptus är en stekelart som först beskrevs av Forster 1876.  Mesoleptus comptus ingår i släktet Mesoleptus och familjen brokparasitsteklar. Inga underarter finns listade i Catalogue of Life.